# Esterfelder Moor bei Meppen
Esterfelder Moor bei Meppen este o arie protejată (arie specială de conservare — SAC, sit de importanță comunitară — SCI) din Germania întinsă pe o suprafață de 1,31 ha, integral pe uscat.

## Localizare
Centrul sitului Esterfelder Moor bei Meppen este situat la coordonatele 52°41′56″N 7°15′25″E / 52.6989°N 7.2569°E.

## Înființare
Situl Esterfelder Moor bei Meppen a fost declarat sit de importanță comunitară în ianuarie 2005 pentru a proteja un număr necunoscut de specii din flora spontană și fauna sălbatică aflate în arealul zonei. Situl a fost protejat și ca arie specială de conservare în decembrie 2017.

## Biodiversitate
Situată în ecoregiunea atlantică, aria protejată conține 2 habitate naturale: Mlaștini turboase de tranziție și turbării mișcătoare, Depresiuni pe substraturi de turbă de Rhynchosporion.
La baza desemnării sitului se află un număr nedeclarat de specii protejate.